# Perbarakan
Perbarakan is een bestuurslaag in het regentschap Deli Serdang van de provincie Noord-Sumatra, Indonesië. Perbarakan telt 2517 inwoners (volkstelling 2010).